# المحجر (شبام)
'

تعديل مصدري - تعديل

المحجر هي إحدى قرى عزلة شبام بمديرية شبام التابعة لمحافظة حضرموت، بلغ تعداد سكانها 774 نسمة حسب تعداد اليمن لعام 2004.